# Abu Rawash
Abu Rawash (arabsko ابو رواش‎  [ˈæbu ɾæˈwæːʃ]) je nadjišče najbolj severne egipčanske  piramide, ki leži  8 km severno od Gize. Piramido je zgradil faraon Džedefre, sin in naslednik faraona Kufuja (Keops).  Domneva se, da piramida ni bila dokončana in da je bila enako velika kot Menkaurejeva piramida, ki je tretja največja piramida v Gizi. Zgornji del Džedefrejeve piramide manjka, za kar obstaja več razlag. Z vrha ruševin vodi  stopnišče v notranjost piramide, vklesano v živo skalo. Zanimivo je,  da je piramida zgrajena na vrhu hriba. Graditelji so zato imeli dvojno delo, ker so morali kamnite bloke privleči najprej na vrh hriba in nato še na piramido.

## Sedanje stanje
Piramida je zaradi svojega položaja na križišču pomembnih poti postala lahek vir gradbenega materiala. Zaradi razdiranja piramide, ki se je začelo v rimskem času, je od nje ostalo le nekaj kamnitih blokov na vrhu hriba, ki je tvoril del  piramidinega jedra.

## Galerija
- Načrt piramide
- Rekonstrukcija piramide
- Vhod v piramido
- Vhod v pogrebno sobo Džedefrejeve piramide
- Jama pogrebne ladje
- Sarkofag brez imena